# Tabanus kunmingensis
Tabanus kunmingensis är en tvåvingeart som beskrevs av Wang 1985. Tabanus kunmingensis ingår i släktet Tabanus och familjen bromsar. Inga underarter finns listade i Catalogue of Life.